# Machine Messiah
Machine Messiah — четырнадцатый студийный альбом бразильской метал-группы Sepultura, выпущенный 13 января 2017 года.
Альбом продался тиражом в 1,900 копий в США в первую неделю.
Machine Messiah — это первый студийный альбом в течение трех лет с момента The Mediator Between Head and Hands Must Be the Heart (2013), что является самым долгим перерывом между двумя студийными альбомами в их карьере.
Обложку альбома создал художник Камилла дела Роса.

## Реакция
Альбом Machine Messiah получил положительные отзывы. Том Джурек из Allmusic дал ему 3,5 звезды из 5, заявив, что «Machine Messiah продолжает опираться на разнообразные прогрессивные элементы, отображаемые на Dante XXI, A-Lex и Kairos, в то же время возобновляя связь с трэшем и хардкором, которые присутствовали в альбоме 2013 года The Mediator Between Head and Hands Must Be the Heart». Он охарактеризовал альбом как «амбициозный, злой, голодный поход», и что «Sepultura остаются жизненно важными в своем творчестве; они значительно расширяют свою палитру, полностью интегрируя звуки, которые привели их туда, где они есть».
Sonic Abuse сказали: «Machine Messiah — это открытый, великолепно тяжелый альбом, который позволяет сиять каждому из исполнителей в группе». И что «Sepultura остается самым мощным актом, а Machine Messiah — это металлический шедевр, который охватывает мультикультурную природу музыки в то время, когда разногласия между народами более распространены, чем когда-либо. Действительно потрясающе».
New Noise дали альбому 5 звезд из 5 и сказали: «Sepultura очень хорошо создали одну из самых заметных записей 2017 года в Machine Messiah. В то время как Грин обеспечивает вокал и тексты песен, инструменталы действительно являются свидетельством невероятной музыкальности». И что «Sepultura создали альбом, которым можно невероятно гордиться, и который поклонники будут обожать. Machine Messiah — это пластинка, в которой воплощены сильные стороны прошлого, инновационные комбинации и отличная музыкальность на всех уровнях».
Loudwire похвалили гитары, сказав: «Одна вещь, которая не меняется, это умелая работа Киссера на гитаре. Независимо от того, зажигает ли он на максимальной скорости или исследует прогрессивную территорию, она креативна и безупречна». First Post похвалили вокал, сказав: «Грин завораживает, гипнотизирует и воплощает агрессию в равных частях, а его универсальность в пространстве только этих 10 треков показывает, почему никогда не должно быть воссоединения».
No Clean Singing высоко оценили игру на барабанах, сказав: «Еще одна вещь, которая действительно оживляет Machine Messiah — это барабанщик Элой Касагранде, чьи собственные записи на этом альбоме феноменальны. Это первое по-настоящему отличное исполнение ударных в 2017 году, которое я услышал, и я думаю, что это станет для меня настоящим отличием до конца года. Он подходит к альбому в двух крайностях: он либо придерживается супер-проверенных основ, либо он просто выбрасывает что-то совершенно чертовское (см. чертовы взрывные удары в „I Am The Enemy“), и показывает, что он не только отлично занимает место своего предшественника, но и полностью превосходит его во всех отношениях как живая, дышащая фабрика по производству грува.»
Silver Tiger Media похвалили трек 6, сказав: «„Sworn Oath“ поразительна. В музыкальном плане я чувствовал, как будто меня спустили со спокойного сновидения в ямы отчаяния, пробивающиеся сквозь альтернативную реальность». И закончил обзор, сказав: «Поразительная коллекция, действительно представляющая мастерство, приобретенное за тридцать с лишним лет, и это, по крайней мере, для меня, самое лучшее из всего, что они выпускали». Maximum Volume Music оценили Machine Messiah как один из их лучших альбомов, сказав: «Это шокирует, что в этот момент их карьеры, Sepultura звучат так жизненно и свежо. Но потом, единственное удивительное дело, возможно, в том, что мы все еще удивлены альбомом. Sepultura: противоречивые ожидания с 1984 года — и этот альбом на одной полке с их лучшими альбомами».
Pure Grain Audio назвали альбом "очень завершенной работой во всей ее полноте, охватывающей различные стили и синкопы». Already Heard высоко оценили музыкальность, сказав: "Игра на этом альбоме невероятна, Андреас Киссер зажигает на всем альбоме, бас Пауло-младшего тяжел, как ад, и барабанщик Элой Касагранде поражает своей универсальностью.» Композиции 6 и 9 также похвалили, сказав: «„Vandals Nest“ отрывает голову слушателя, шред Киссера настолько крутой. Тем не менее, единственный трек, который стоит выше, — это абсолютно массивная „Sworn Oath“, ее кинематографическая оркестровка и „угловатые“ гитарные партии врезаются в грохочущий бас-барабан, который звучит так эпически трэшерно, как вы, вероятно, ожидаете услышать.» My Global Mind сказали: «Посмотрим правде в глаза, наш сегодняшний день зависит от машин. Компьютеры и мобильные телефоны, в которые мы часами глядим — это машины. Многие потеряли способность к социальному взаимодействию, превратив простые места для встреч, такие как кафе, музыкальные магазины и аркады в воспоминания прошлого. Все превращается в контролируемую цифровую монополию, протягивая наши человеческие струны в горстку направлений, и мы получаем короткую продолжительность концентрации внимания или входим в замешательство. В этом, по мне, то, о чем Machine Messiah Sepultura».
Альбом был избран 18-м лучшим бразильским альбомом 2017 года по версии бразильского издания Rolling Stone.

## Список композиций
| №                   | Название                                                                             | Длительность |
| ------------------- | ------------------------------------------------------------------------------------ | ------------ |
| 1.                  | «Machine Messiah»                                                                    | 5:54         |
| 2.                  | «I Am the Enemy»                                                                     | 2:27         |
| 3.                  | «Phantom Self»                                                                       | 5:30         |
| 4.                  | «Alethea»                                                                            | 4:31         |
| 5.                  | «Iceberg Dances»                                                                     | 4:41         |
| 6.                  | «Sworn Oath»                                                                         | 6:09         |
| 7.                  | «Resistant Parasites»                                                                | 4:58         |
| 8.                  | «Silent Violence»                                                                    | 3:46         |
| 9.                  | «Vandals Nest»                                                                       | 2:47         |
| 10.                 | «Cyber God»                                                                          | 5:22         |
| 11.                 | «Chosen Skin» (Bonus track)                                                          | 3:17         |
| 12.                 | «Ultraseven No Uta» (The Echoes & Misuzu Children's Choral Group cover; Bonus track) | 1:18         |
| Общая длительность: | Общая длительность:                                                                  | 50:40        |

## Участники записи
- Деррик Грин — вокал
- Андреас Киссер — гитара
- Пауло-младший — бас-гитара
- Элой Касагранде — барабаны, перкуссия

## Чарты
| Чарт (2017)                       | Высшая позиция |
| --------------------------------- | -------------- |
| Австралия (ARIA)                  | 82             |
| Австрия (Ö3 Austria)              | 33             |
| Бельгия/Валлония (Ultratop)       | 67             |
| Бельгия/Фландрия (Ultratop)       | 35             |
| Германия (Offizielle Top 100)     | 27             |
| Португалия (AFP)                  | 35             |
| Франция (SNEP)                    | 114            |
| Швейцария (Schweizer Hitparade)   | 27             |
| Шотландия (Scottish Albums Chart) | 100            |